# 9892 Meigetsuki
9892 Meigetsuki este o planetă minoră (asteroid), cu un diametru de 3,567 km, din centura de asteroizi. A fost descoperită pe 27 decembrie 1995 la Observatorul Ōizumi de Takao Kobayashi și a fost numită după Meigetsuki⁠(d). 
Obiectul prezintă o orbită caracterizată de o semiaxă mare de 2,2633635 UAi, o excentricitate de 0,14, o înclinație de 6,21307 ° în raport cu ecliptica.